# سال نو کره‌ای
سال نو کره‌ای (کره‌ای: 설날) یک جشن سنتی کره‌ای و تعطیلات ملی است که اولین روز سال در گاه‌شماری شمسی–قمری را جشن می‌گیرد. این جشن یکی از مهم‌ترین تعطیلات سنتی برای کره‌ای‌هاست و در کره شمالی، کره جنوبی و همچنین در میان کره‌ای‌های سراسر جهان برگزار می‌شود.
کلمه «سول» که در کره‌ای میانه به صورت «설» در هانگول نوشته می‌شود، به معنی «سال سن» است، زیرا این روز همان زمانی است که کره‌ای‌ها یک سال پیرتر می‌شوند، هرچند که از سال ۲۰۲۳ این سنت در کره جنوبی تغییر کرده است. کلمه مدرن کره‌ای برای «سن» از همان از همان ریشه‌ای گرفته شده است که کلمه «سول» از آن منشأ می‌گیرد. کلمه «نال» (날) در زبان کره‌ای به معنی «روز» است و از کره‌ای باستانی *NAl گرفته شده است. اصطلاح هانجای «وون ایل» (月日) زمانی به کار می‌رود که بخواهند به تاریخ سال نو قمری در خود گاه‌شماری کره‌ای اشاره کنند.
سال نو کره‌ای معمولاً در ماه‌های ژانویه یا فوریه و در دومین ماه جدید پس از انقلاب زمستانی رخ می‌دهد، مگر اینکه ماه یازدهم یا دوازدهم اضافی در تقویم قبل از سال نو وجود داشته باشد. در این صورت، سال نو در سومین ماه جدید پس از انقلاب زمستانی قرار می‌گیرد.